# Hard Corps: Uprising
Hards Corps: Uprising est un jeu vidéo d'action de type run and gun (sous-type du shoot them up) développé par Arc System Works et édité par Konami. Annoncé à l'E3 2010, le jeu est disponible en 2011 sur les consoles Xbox 360 et PlayStation 3 via leur plate-forme de téléchargement respective, Xbox Live et PlayStation Store.
Il s'agit d'un jeu dérivé de la série Contra (ou Probotector en Europe).

## Synopsis
En 2613, le monde est maintenant gouverné par un empire connu sous le nom de Commonwealth dirigé par Tiberius. Les nations voisines ont souffert de l'oppression du Commonwealth et des attaques contre les forces de résistance dans tout le pays. Les résistants sont cependant tombés sous la puissance écrasante de l'empire, leur force est aujourd'hui fortement diminuée. Un groupe de soldats d'élite décide de gravir les échelons de la résistance et de s'unir pour exécuter un plan désespéré. Leur chef est le héros de guerre Bahamut.

## Système de jeu
Hards Corps: Uprising est un run and gun classique.
Il possède deux modes de jeu généraux, Arcade et Rising. Le mode Arcade est un mode classique : les personnages possèdent des caractéristiques par défaut. En mode Rising, le joueur collecte des points tout au long des niveaux pour ensuite améliorer son personnage et pouvoir dans une seconde partie changer les caractéristiques du personnages.
Il existe deux personnages possibles comme dans les précédents épisodes : Bahamut ou Krystal possédant des caractéristiques différentes. Il est possible d'augmenter le nombre de personnages via un contenu téléchargeable payant.
Beaucoup de nouveaux mouvements ont été ajoutés. Le personnage peut dasher (se déplacer rapidement) au sol et en l'air, possède le double-saut, peut renvoyer la majorité des projectiles, les esquiver en courant, esquiver les adversaires en courant, sauter par-dessus les obstacles sans arrêter sa course et démolir les blocus de sables ou de caisses.